# Бельпеш
Бельпе́ш (фр. Belpech) — коммуна во Франции, находится в регионе Лангедок — Руссильон. Департамент коммуны — Од. Административный центр кантона Бельпеш. Округ коммуны — Каркасон.
Код INSEE коммуны — 11033.

## Население
Население коммуны на 2008 год составляло 1294 человека.
| 1962 | 1968 | 1975 | 1982 | 1990 | 1999 | 2008 |
| ---- | ---- | ---- | ---- | ---- | ---- | ---- |
| 1210 | 1224 | 1089 | 1068 | 1165 | 1152 | 1294 |

## Экономика
В 2007 году среди 717 человек в трудоспособном возрасте (15—64 лет) 506 были экономически активными, 211 — неактивными (показатель активности — 70,6 %, в 1999 году было 64,5 %). Из 506 активных работали 444 человека (241 мужчина и 203 женщины), безработных было 62 (29 мужчин и 33 женщины). Среди 211 неактивных 54 человека были учениками или студентами, 87 — пенсионерами, 70 были неактивными по другим причинам.

## Достопримечательности
- Средневековый замок Castella
- Галло-римский мост
- Руины замка X века
- Дом кардинала Кюрти (XIV век) с окнами в готическом стиле
- Церковь Сен-Сатюрнен (начало XIV века)
- Церковь св. Иоанна Крестителя
- Руины часовни св. Розария (XV век)
- Несколько железных крестов (XV / XVI / XVIII веков), много каменных крестов (у дорог, в церкви, на кладбище)